# 時間よ止まれ feat. SEAMO
「時間よ止まれ feat. SEAMO」（じかんよとまれ・フィーチャリング・シーモ）は、AZUの4枚目のシングル。

## 解説
- SEAMOの2ndアルバム『Live Goes On』収録の「心の声」以来のコラボ曲である。
- CBC・TBS系アニメ『イタズラなKiss』後期エンディングテーマ。

## 収録曲
1. 時間よ止まれ feat. SEAMO
作詞：AZU & Naoki Takada  作曲：Kazunori Fujimoto & Naoki Takada
2. あなたのSpecialになりたい〜Just wanna be〜
作詞：Emi nishida  作曲：STY
3. 最後の恋
作詞：Naho  作曲：h-wonder
4. 時間よ止まれ(INSTRUMENTAL)
5. あなたのSpecialになりたい〜Just wanna be〜(INSTRUMENTAL)
6. 最後の恋(INSTRUMENTAL)